# Dark Winter
Dark Winter war ein Planspiel US-amerikanischer Stellen zur Simulation der Reaktionen hochrangiger politischer Entscheidungsträger auf eine von unbekannten Terroristen ausgelöste Pockenepidemie.
Es fand am 22. und 23. Juni 2001 statt und wurde vom Johns Hopkins Center for Civilian Biodefense Strategies zusammen mit dem Center for Strategic and International Studies, dem Analytic Services Institute for Homeland Security und dem Oklahoma National Memorial Institute for the Prevention of Terrorism durchgeführt.
Ziel des ersten Planspiels dieser Art war, die politischen Herausforderungen eines Angriffs mit Biologischen Waffen zu überprüfen, Aufmerksamkeit für die Art und die Schwere der Gefahr zu erhöhen und Maßnahmen zur Bekämpfung der Gefahren herauszuarbeiten.

## Szenario
„Dunkler Winter“ beschrieb einen anfänglich lokal begrenzten Pockenangriff auf Oklahoma City, mit zusätzlichen Pockenfällen in Georgia und Pennsylvania. In der Simulation gerieten die Pockeninfektionen außer Kontrolle. Dies führte dazu, dass der Nationale Sicherheitsrat sich mit dem Ursprung des Angriffs und zugleich mit der Bekämpfung der Ausbreitung des Virus beschäftigen musste. Da sie nicht in der Lage waren, mit der Ausbreitung der Krankheit Schritt zu halten, würde es zu einer neuen Entwicklung kommen, bei der massive zivile Opfer die amerikanischen Notfalleinsatzkapazitäten überfordern würden.
Die massiven zivilen Opfer zeigten Schwächen in der US-Gesundheitsinfrastruktur auf und deren Unfähigkeit, mit einer solchen Bedrohung umzugehen. Dazu gehörten die entstandene Panik und der massenhafte soziale Zusammenbruch, Mobs und Gewalt. Zu den Herausforderungen gehörten auch die vielen Schwierigkeiten, die die Medien bei der Vermittlung der notwendigen Sicherheitsinformationen und -verfahren an die amerikanischen Bürger haben würden.

## Rollen
- US-Präsident: Sam Nunn
- Nationaler Sicherheitsberater: David Gergen
- CIA-Direktor: R. James Woolsey
- US-Verteidigungsminister:  John White
- Vorsitzender der Joint Chiefs of Staff: General John H. Tilelli junior
- US-Gesundheitsministerin: Margaret Hamburg
- US-Außenminister:  Frank Wisner
- US-Justizminister:  George Terwilliger
- Direktor der Federal Emergency Management Agency: Jerome Hauer
- FBI-Direktor:  William Sessions
- Gouverneur von Oklahoma: Frank Keating
- Pressesprecher des Gouverneurs: Dan Mahoney
- Korrespondent von NBC News: Jim Miklaszewski
- Produzentin von CBS News: Mary Walsh
- Reporter der BBC: Sian Edwards
- Reporter der The New York Times: Judith Miller
- Freier Journalist: Lester Reingold

## Schlussfolgerungen
Die Übung hatte nach Auffassung von Tara O’Toole und anderen folgende Ergebnisse:
- Entscheidungsträger waren nicht vertraut mit dem Charakter bioterroristischer Angriffe, politischer Handlungsmöglichkeiten und ihren Konsequenzen
- Ihre Entscheidungen waren abhängig von den Daten und der Expertise des medizinischen Bereichs und des Bereich der öffentlichen Gesundheit
- Der Mangel an Impfstoffen oder Medikamenten, um die Ausbreitung des Virus aufzuhalten, begrenzte die Handlungsmöglichkeiten
- Das Gesundheitssystem der USA hat nicht die Reaktionsfähigkeit auf kurzfristigen Bedarfsanstieg (surge capacity), um mit einem Massenanfall von Opfern fertig zu werden
- Zur Beendigung der Krise brauchen die Entscheidungsträger den Rat von führenden Experten des öffentlichen Gesundheitssektors und der Medizin
- Prioritäten sind auf Länder- und Bundesebene möglicherweise unklar oder verschieden. Verfassungsfragen könnten entstehen.
- Das Verhalten der einzelnen Bürger in der USA wird entscheidend dafür sein, ob die Ausbreitung beendet werden kann. Dafür ist Vertrauensbildung und Zusammenarbeit nötig.[3]

## Kommentare
Marl Perry von Foreign Policy kommentiert, Dark Winter sei in Zirkeln leitender Politikvertreter in Washington legendär geworden: Es werde von den Planern und den Teilnehmern regelmäßig als deutlichster Ausdruck der spiralförmig wachsenden Belastungen und des potentiellen sozialen Zusammenbruchs, die von einer Gesundheitskrise ausgelöst werden könnten.